# Bertha Nordenson
Bertha Harriet Nordenson, född Kleman den 25 september 1857 i London, död 24 januari 1928 i Oscars församling i Stockholm, var en svensk föreningsaktivist. 
Hon var ledamot av Fredrika Bremerförbundets styrelse och dess kommitté för lagfrågor, som uppsatte den första petitionen till regeringen om kvinnans politiska rösträtt. Hon var även ordförande i Svenska kvinnors nationalförbund 1920–1927, ledamot av Svenska Röda korsets direktion och ordförande i Föreningen för sjukvård i fattiga hem. 
Bertha Nordenson var dotter till grosshandlaren Pontus Kleman och Bertha Amalia Hierta samt dotterdotter till Lars Johan Hierta. Hon gifte sig 1882 i Paris med Erik Nordenson. Makarna Nordenson är begravda på Solna kyrkogård.